# 雷蒙卡斯蒂利亞元帥省

雷蒙卡斯蒂利亞元帥省（西班牙語：Provincia de Mariscal Ramón Castilla），是秘魯的首份，位於該國東北部洛雷託大區，首府是卡瓦約科查，始建於1979年10月18日，海拔高度84米，2007年人口54,829，人口密度每平方公里1.47人。
以秘鲁总统拉蒙·卡斯蒂利亚命名。